# Take a Look Around (canción)
«Take a Look Around» —en español: «Observa a Tu Alrededor»— es una canción interpretada por la banda estadounidense Limp Bizkit. Fue lanzada como el tercer sencillo de su álbum Chocolate Starfish and the Hotdog Flavored Water. El sencillo fue lanzado en dos partes: "Take a Look Around: Part 1" and "Take a Look Around: Part 2". Ambas versiones tiene diferente color de cubierta (Part 1 es plateado y Part 2 es dorado) y diferentes canciones. La canción fue incluida en la banda sonora de la película Misión imposible 2. La canción fue elegida como el tema principal de la película, superando a "I Disappear" de Metallica, la cual también aparece en la banda sonora.
El sencillo alcanzó el puesto 3 en la UK Singles Chart en 2000.

## Video musical
El video musical de la canción muestra a la banda trabajando encubiertos en un diner para recuperar un disco de un grupo de agentes secretos. Sin embargo, justo cuando están a puntos de lograrlo, la misión es abortada, ya que los agentes secretos resultan ser distracciones. Los miembros de la banda son sacados del diner y el teléfono usado por Fred Durst al final de la canción explota. También se puede ver a la banda tocando en frente del diner.

## Listado de canciones
Part 1
1. «Take a Look Around» (versión del álbum) – 5:36
2. «Faith» (versión del álbum) – 3:52
3. «Break Stuff» (video)

Part 2
1. «Take a Look Around» (versión radial) – 4:24
2. «N 2 Gether Now» (Live Family Values '99) – 4:05
3. «Nookie» (Live Family Values '99) – 6:54
4. «N 2 Gether Now» (pieza multimedia)

## Posicionamiento en listas y certificaciones
| Lista (2000)                            | Mejor posición |
| --------------------------------------- | -------------- |
| Alemania (Offizielle Deutsche Charts)   | 4              |
| Australia (ARIA)                        | 28             |
| Austria (Ö3 Austria Top 40)             | 4              |
| Bélgica (Flandes) (Ultratop 50)         | 10             |
| Bélgica (Valonia) (Ultratop 50)         | 10             |
| Estados Unidos (Bubbling Under Hot 100) | 15             |
| Estados Unidos (Alternative Airplay)    | 8              |
| Estados Unidos (Mainstream Rock)        | 15             |
| Finlandia (OFC)                         | 2              |
| Francia (SNEP)                          | 16             |
| Irlanda (IRMA)                          | 11             |
| Italia (FIMI)                           | 3              |
| Noruega (VG-lista)                      | 7              |
| Nueva Zelanda (Recorded Music NZ)       | 29             |
| Países Bajos (Dutch Top 40)             | 8              |
| Polonia (Polish Singles Chart)          | 21             |
| Reino Unido (UK Singles Chart)          | 3              |
| Suecia (Sverigetopplistan)              | 6              |
| Suiza (Schweizer Hitparade)             | 7              |

| País        | Organismo certificador | Certificación  | Ventas  |
| ----------- | ---------------------- | -------------- | ------- |
| Austria     | IFPI (Austria)         | Disco de Oro   | 15 000  |
| Alemania    | BVMI                   | Disco de Oro   | 150 000 |
| Reino Unido | BPI                    | Disco de Plata | 200 000 |